# Alexis Infante
Fermín Alexis Infante Carpio (Barquisimeto, Lara, Venezuela - 4 de diciembre de 1961) es un exjugador de cuadro de béisbol profesional venezolano que fue parte de las Grandes Ligas de Bëisbol con los Toronto Blue Jays y con los Atlanta Braves entre 1987 y 1990. Además, disputó 16 temporadas con los Cardenales de Lara, en la Liga Venezolana de Béisbol Profesional.

## Carrera profesional

### En Grandes Ligas
En la década de 1980, los Azulejos llamaron a Infante su mejor campocorto defensivo en la Liga Americana junto a Ozzie Guillén de Chicago. Infante tenía un alcance excepcional y suficiente brazo para hacer un tiro desde el hoyo, pero no pudo ayudarse con el bate. Fue el venezolano número 42 en ser llamado a las mayores.
En una carrera de cuatro temporadas, Infante no fue un gran bateador, se ganó su permanencia con habilidades defensivas en el campocorto, la tercera y la segunda base, por lo cual era utilizado principalmente como reemplazo defensivo en la última entrada, así como también como corredor emergente. Alcanzó un promedio de bateo de .109 con 11 carreras anotadas y una base robada sin jonrones ni carreras impulsadas en 60 apariciones en juegos.
Pasó diez temporadas en los sistemas de ligas menores de Toronto y Atlanta entre 1982 y 1996, compilando un promedio de .255 con 12 jonrones y 249 carreras impulsadas en 880 juegos. Toda su carrera en las ligas menores transcurrió en la organización de los Blue Jays excepto por 31 juegos en la organización de los Atlanta Braves en 1990. La mayor parte de su tiempo en las menores fue pasó al nivel AAA, incluidas partes de seis temporadas con los Syracuse Chiefs. En 1988 bateó .300 con los Chiefs. Luego de las menores jugó cuatro temporadas en México para los Olmecas de Tabasco, también considerados de nivel AAA.

### En la Liga venezolana
Infante inició su carrera profesional a los 20 años de edad cuando debutó con los Cardenales de Lara, en la Liga Venezolana de Béisbol Profesional en la temporada 1981-1982. Con el equipo larense se mantuvo por 16 temporadas y está considerado parte del equipo de Todos Estrellas histórico de la franquicia al formar parte de la dinastía de los años noventa que llevó a la divisa a obtener su primer título en el campeonato.
Fue en la temporada 1990-1991 cuando los Cardenales obtuvieron su primer título frente a los Leones del Caracas. En esa final, tuvo una destacada actuación cuando bateó para.364 al conectar 8 imparables en 22 turnos, anotar 7 carreras y alcanzar 3 bases robadas.
Detrás de Luis Sojo y Robert Pérez, Infante es el tercer jugador en la historia de los Cardenales de Lara con mayor cantidad de temporadas (16), juegos (734), turnos al bate (2.687), carreras anotadas (373) e imparables (740). Asimismo, lidera el departamento de bases robadas de la franquicia (103) y es segundo en triples (27). Los Cardenales, como homenaje a su trayectoria, retiraron el número 14  que llevó siempre en su camiseta.

## Como técnico
Infante dirigió al club Cabudare en la Liga de Verano de Venezuela en 2001. Al mudarse a la República Dominicana, dirigió al DSL Rangers de 2003-2010 y 2013. Dirigió al DSL Rangers 2 en 2014 y los entrenó en 2015. Luego dirigió el DSL Rangers 1 en 2016 y el DSL Rangers 2 en 2017-2018. Posteriormente, entrenó al DSL Rangers 1 en 2019 y al DSL Rangers 2] en 2021.